# قورباغه درختی چشم‌زمردی
قورباغه درختی چشم‌زمردی (نام علمی: Hypsiboas crepitans) گونه‌ای از قورباغه‌های درختی حقیقی است که در برزیل، کلمبیا، گویان فرانسه، گویان، پاناما, سورینام, نرینداد و توباگو و ونزوئلا یافت می‌شود. زیستگاه طبیعی این نوع قورباغه جنگل‌های استوایی خشک یا نیمه‌گرمسیری، ساوانا خشک، ساوانای مرطوب، رودخانه‌ها، دریاچه آب شیرین و ... است.